# بيبوساكس
بيبوساكس (بالإنجليزية: BeppoSAX)‏ هو قمر صناعي إيطالي-هولندي أرسل في مدار حول الأرض بغرض قياس أجرام سماوية تصدر أشعة إكس ، ويرجي من قياساته معرفة مصادر انفجارات أشعة غاما GBR وتفسيرها، حيث أن تلك الانفجارات هي أشد أنواع الأحداث التي تحدث في الكون .
كان بيبوساكس أول بعثة تستطيع قياس متزامن لأجرام في نطاق واسع من طاقة الأشعة بين 1و0 و 300 كيلو إلكترون فولت (keV) ، ويتميز باتساع حقل رؤيته، ما يتميز بقدرة عالية في معرفة موقع الأجرام السماوية بدقة تصل إلى 1 دقيقة قوسية (بين 1و0 و 10 كيلو إلكترون فولت).

## تاريخه
وقام بإنتاج القمر الصناعي بيبوساكس المفوضية الإيطالية للفضاء ASI بالتعاون مع المفوضية الهولندية لأبحاث الفضاء NIVR .
سمي القمر الصناعي باسم العالم الفلكي الإيطالي جيزيبي بيبو أوكياليني مقترنا باختصار كلمة قمر صناعي لأشعة إكس BeppoSAX . أطلق القمر الصناعي في 30 أبريل 1996 بواسطة صاروخ حامل أطلس 1 ليتخذ مدار منخفض حول الأرض بميل 9و3 درجة .
ظل القمر الصناعي يأخذ القياسات حتى نهاية تشغيله في 30 أبريل 2002 . ثم أسقط - وهو يزن نحو 4و1طن - في المحيط الهادي في 29 أبريل 2003 .
يلزم لقياس الأشعة السينية وأشعة غاما القادمة إلينا من أجرام سماوية أقمارا صناعية بعيدة عن الأرض، حيث أن جو الأرض يمتص تلك الأشعة فلا يمكن للمراصد الأرضية تسجيلها. أجرى بيبوساكس قياساته في نطاق طاقة أشعة بين 1و0 - 300 كيلو إلكترون فولت (keV).

## خصائص المرصد
- مقاساته: قطر 3.6 متر ، و أرتفاع 2.7 متر
- قدرة الخلايا الشمسية: 3 كيلووات
- البيانات التي سجلها : 1 جيجابايت في كل دورة حول الأرض (90 دقيقة) .

## أجهزة المرصد
يحوي بيبوساكس الأجهزة العلمية الآتية:
- مطياف للأشعة ذات الطاقة المنخفضة،
- مطياف للأشعة ذات طاقة متوسطة،
- عداد وميضي يعمل يضغط غاز عالي،
- نظام قياس فوسفيش،
- كاميرا واسعة الرؤية .

وتتميز الثلاثة أجهزة الأولى المذكورة بحقل رؤية ضيق وتتجه في نفس الاتجاه، وتستطيع قياس جرم سماوي في نطاق أشعة طاقتها بين 1و0 - 300 كيلوإلكترون فولت .

## انجازاته الفلكية
شارك المرصد الفضائي بيبوساكس في عدة اكتشافات هامة، نذكر منها:
- انفجار أشعة غاما 970228
- انفجار أشعة غاما 970508
- انفجار أشعة غاما 980425
- انفجار مستعر أعظم وهو SN 1998bw

## مراصد فضائية بعد بيبوساكس

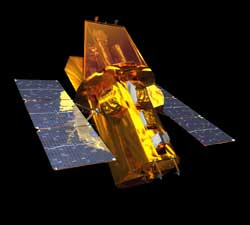
سويفت التابع لناسا قمر صناعي أطلق في تشرين الثاني 2004

عمل مرصد بيبوساكس حتى عام 2002 ، ثم أطلقت مراصد أخرى لتكملة الأبحاث منها مسبارين تابعين لناسا وهما مرصد كومبتون لأشعة غاما وسويفت . وانتهى عمل مرصد كومبتون وأنزل عام 2000 ، وأطلق سويفت في عام 2004 ولايزال يعمل اعتبارا من عام 2010 أجهزته حساسة للغاية للكشف عن أشعة غاما، وكذلك على متنه أجهزة تقيس الأشعة السينية والتلسكوبات البصرية ، والتي يمكن بها رصد الانبعاثات عقب الانفجارات وفي الآونة الأخيرة تم اكتشاف الانفجارات بمعدل عدة مئات في السنة. كما تم بناء العديد من التلسكوبات البصرية على الأرض لإدراجها في منظومة القياس التي تستجيب على الفور للإشارات المرسلة من مسبارات أشعة غاما إلى الشبكة الأرضية . هذا يسمح للتلسكوبات الأرضية بسرعة نحو انفجارات أشعة غاما وغالبا في غضون بضع ثوان بعد بدء الانفجار الأول نفسه.

## اقرأ أيضا
- تلسكوب فضائي
- مسبار روسي لتوقيت أشعة إكس
- غايا (مسبار فضائي)
- روسات
- مسبار ويلكينسون لقياس اختلاف الموجات الراديوية
- مسبار فضائي
- الشمس
- تلسكوب فضائي
- مقراب جيمس ويب الفضائي
- مرصد كيك
- مقراب سبيتزر الفضائي
- مرصد هابل الفضائي
- مرصد كومبتون لأشعة غاما
- مرصد سويفت الفضائي